# قضب شجيري
قضب شجيري (الاسم العلمي:Cadaba fruticosa) هو نوع من النباتات يتبع جنس القضب من الفصيلة القبارية.